# カラウンドラ

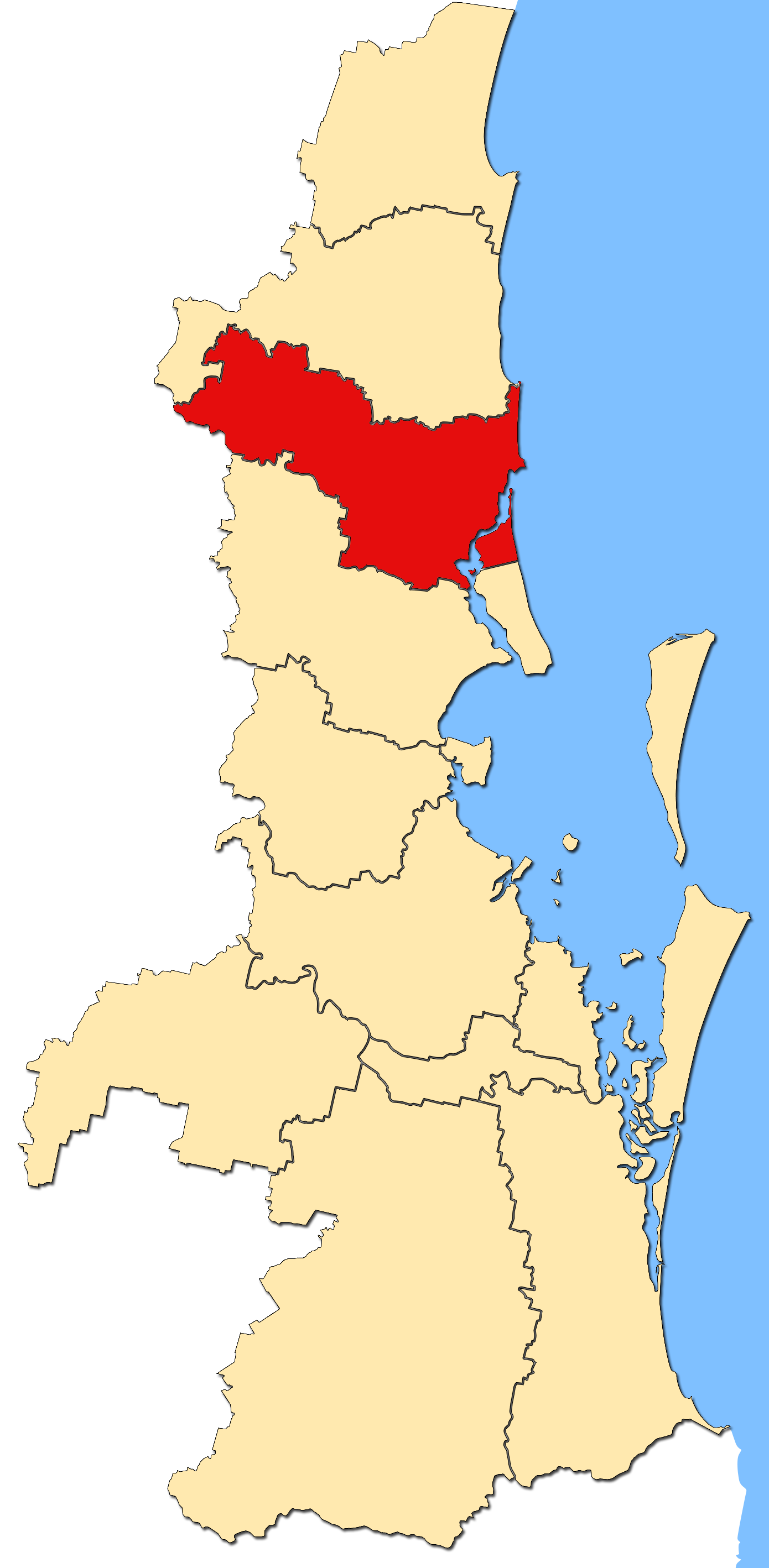
かつてのカランドラ市

カラウンドラ（Caloundra）は、オーストラリア・クイーンズランド州のサンシャイン・コースト内の地区。かつては独立した地方統治区域（Local Government Area）だったが、2008年にマルーチー市、ヌーサ市と合併して、サンシャイン・コースト市（Sunshine Coast Regional Council）となった。マルーチーの南に位置する。

## 地理

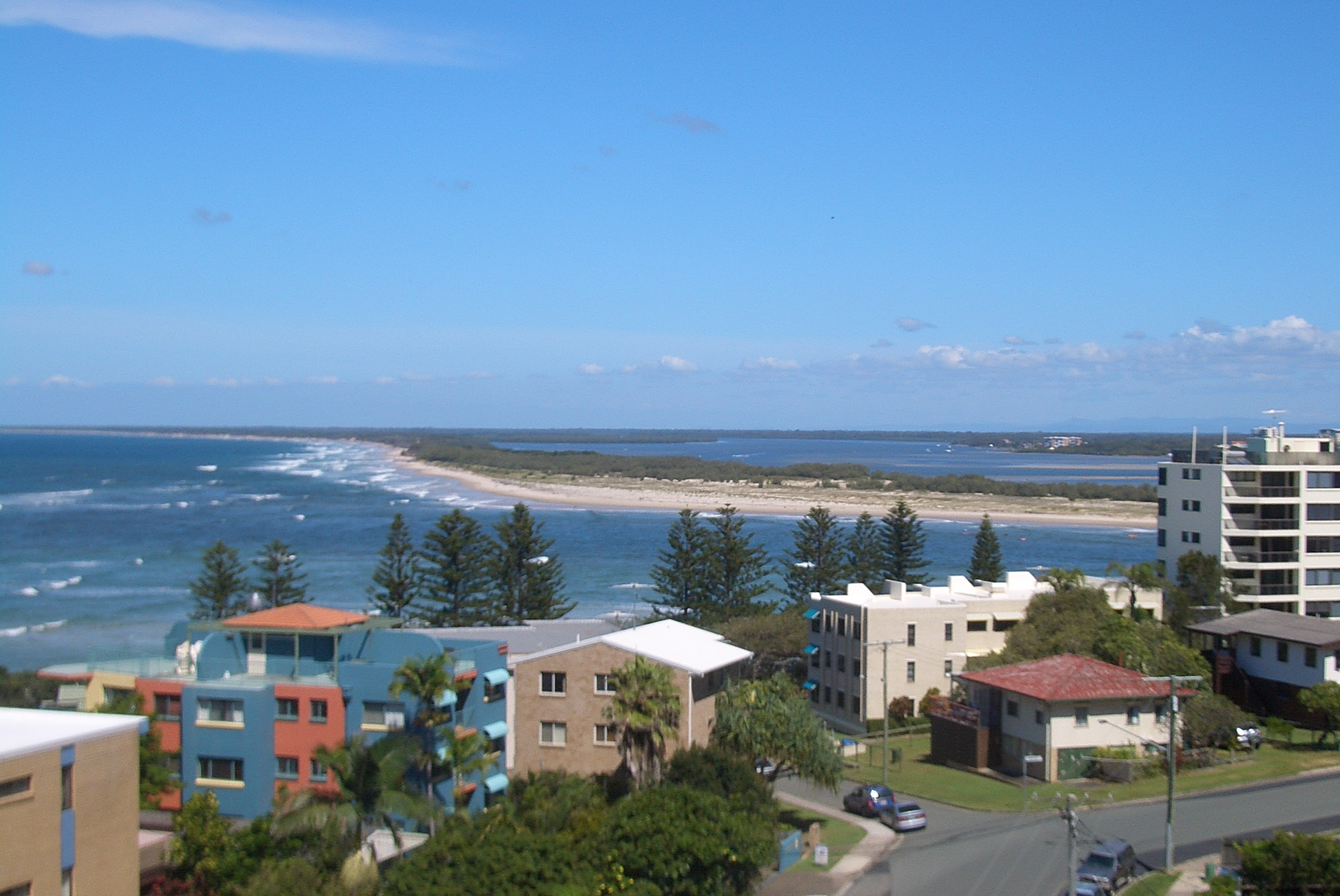
ブライビー島とパミストーン海峡

この地には、ブライビー島との間にパミストーン海峡が流れており、海岸から内陸にかけての広い地域に渡って湿地帯が広がっていたが、現在は人工の運河が広範囲に渡って整備されており、運河沿いには、高級住宅地が造成されている。
内陸には、約26〜27百万年前の火山活動によって隆起した奇岩山群のグラスハウス・マウンテンズ国立公園がある。

### 気候
ゴールドコーストやサンシャインコーストの沿岸部でみられる亜熱帯気候で、内陸部と比べ昼夜および年間の気温変化はゆるい。夏は涼しく、冬は乾燥し温暖な気候であり、オーストラリア東部でもっとも理想的な気候である。

### 港湾
カラウンドラは、入り江を浚渫して造営された半人工港である。ペリカンウォーターなどの人工港が次々と建設されたが、いまではもれなく宅地化されている。
カラウンドラはかつて漁業で栄えたが、いまではもっぱらレクリエーションの場であり、邸宅やヨットハーバーで海岸線は埋まっている。

## 観光

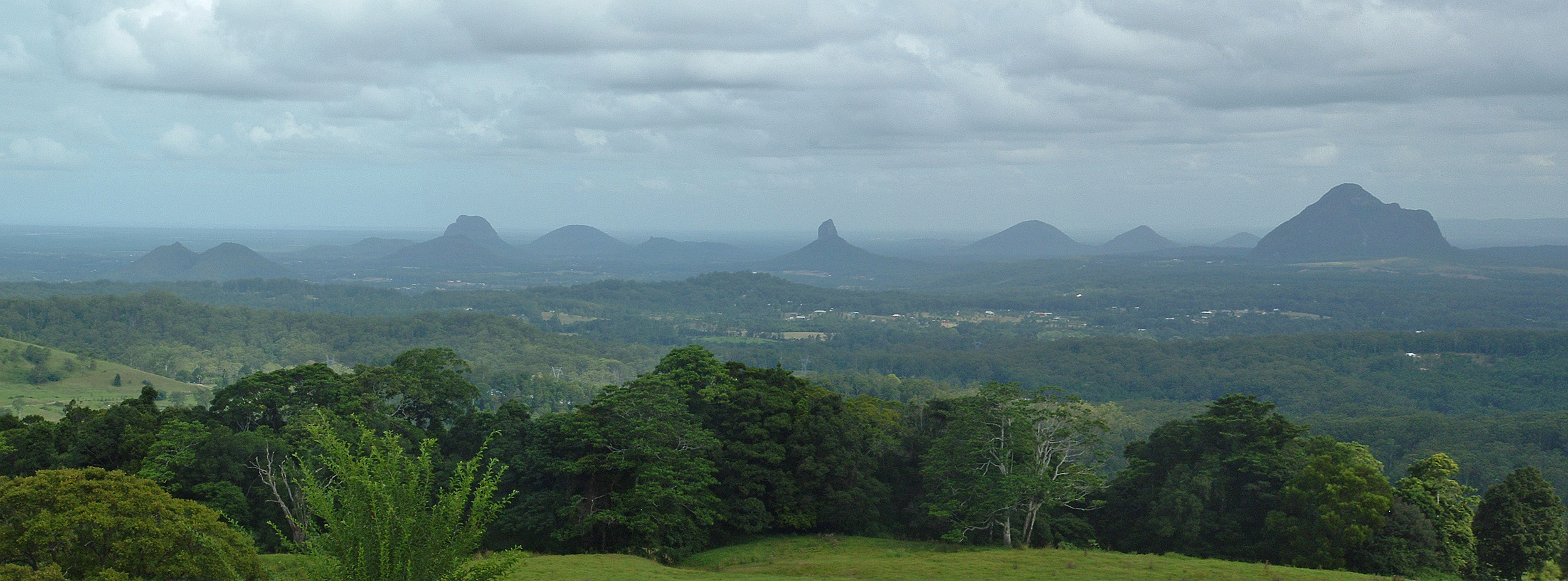
グラスハウス・マウンテンズ

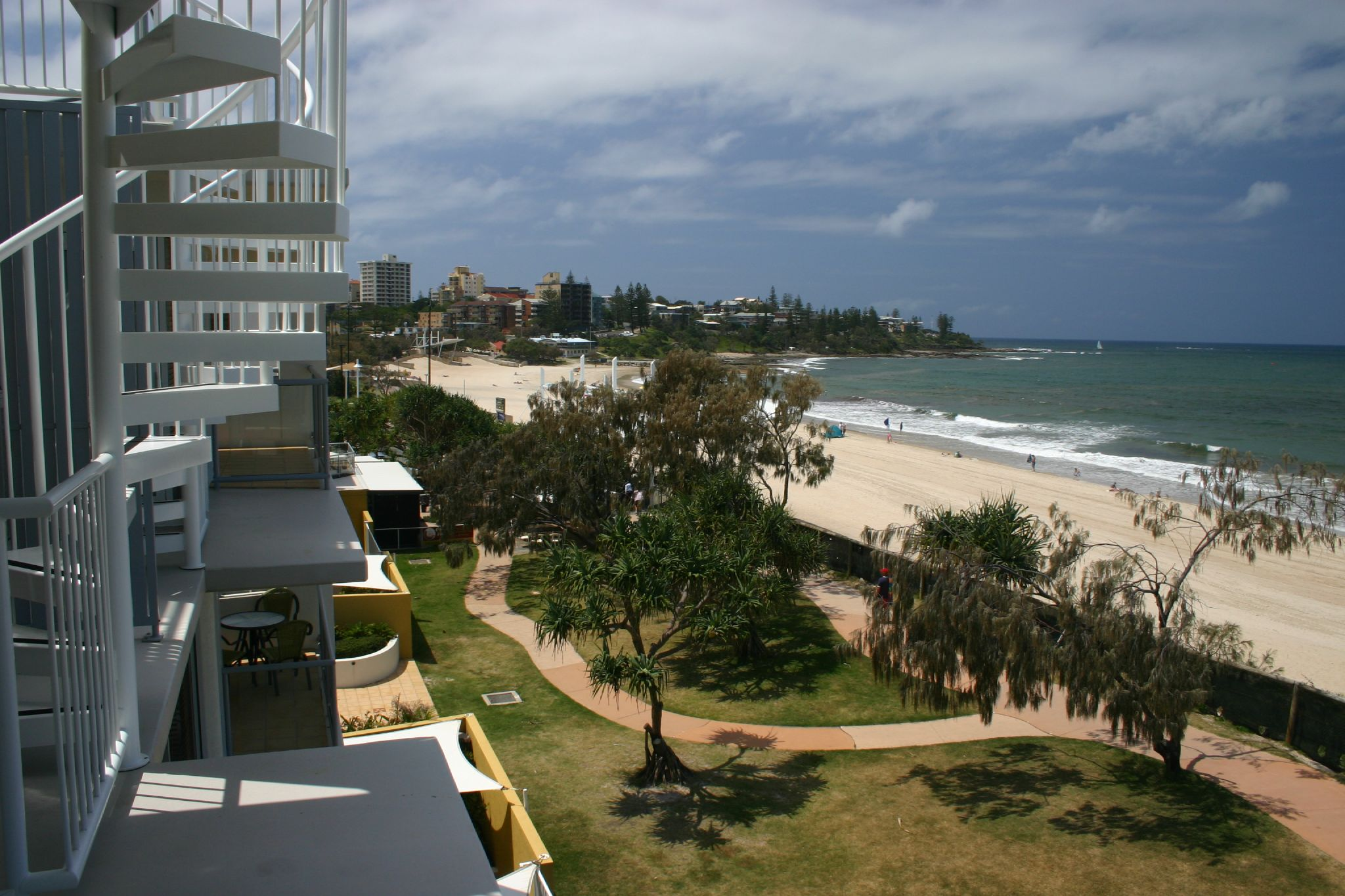
キングスビーチ

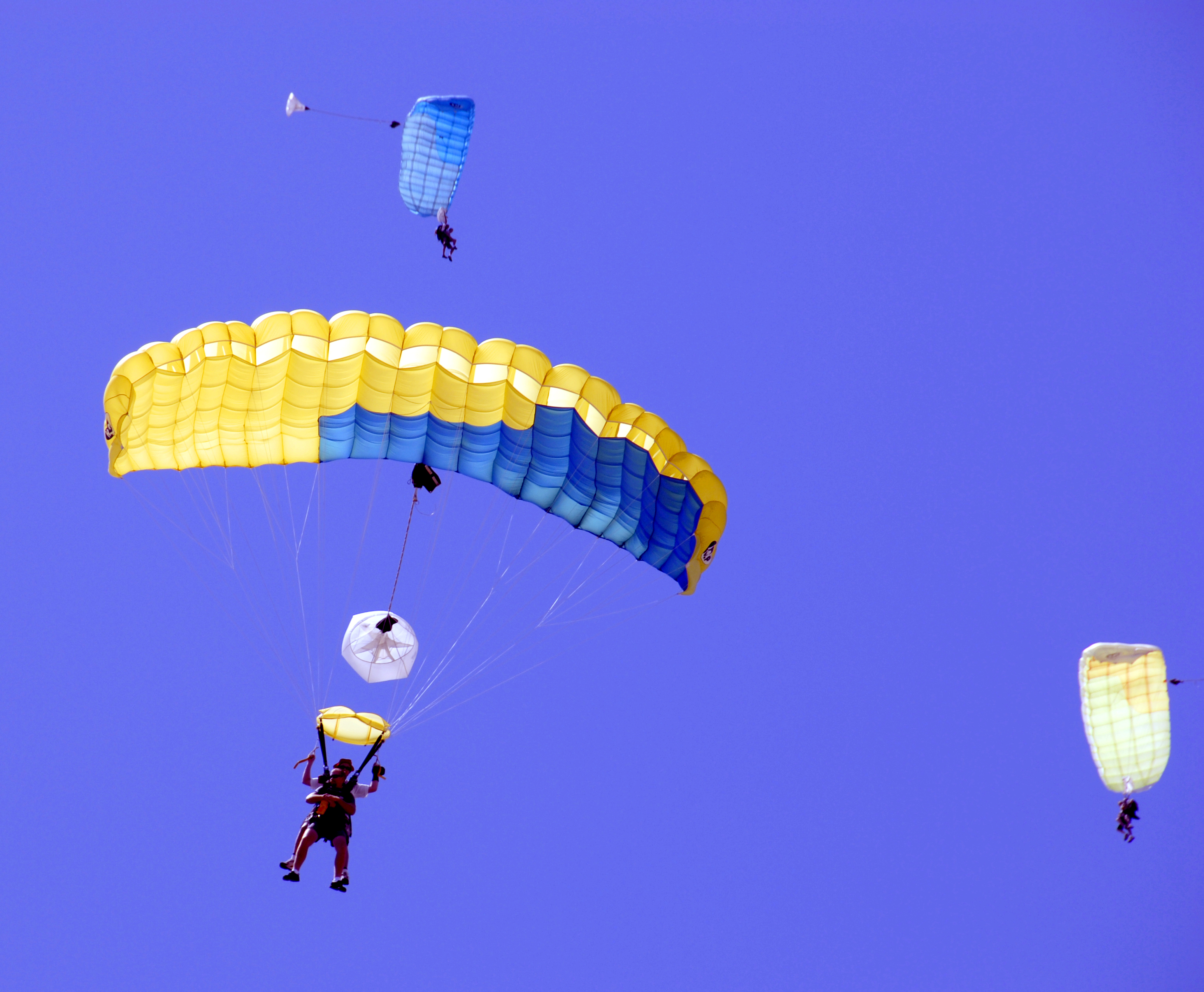
スカイダイビング

### 名所
- オーストラリア動物園
- グラスハウス・マウンテンズ国立公園
- カランドラマーケット

毎週日曜日に、市街地のブルコック・ストリート（Bulcock Street)で行われるマーケット。

### ビーチ
州都ブリスベン近郊にあるカラウンドラは、美しいビーチと雄大な自然を有するマリンリゾートであり、第二次世界大戦後、大勢の海水浴客が訪れるようになった。ビーチは、カリマンディ湖からモファットビーチ、シェリービーチ、岬をまわってキングスビーチ、さらにゴールデンビーチへと続くが、とくにパミストーン海峡北端の海峡口は、サーフィンやウィンドサーフィンのメッカである。キングスビーチからゴールデンビーチにかけてリゾートホテルやコンドミニアムが建てられ、カラウンドラにおける観光の中心地となっている。

### ボート
カラウンドラでは、セーリング、カヌー、カヤック、パドルボード、フィッシングなど、あらゆるボートレジャーが人気である。

### ゴルフ
ペリカンウォーターズなどに2コースがある。いずれも近年、ホテルやクラブハウスを併設してリニューアルオープンした。

### スカイダイビング
カラウンドラ飛行場からスカイダイビング用の飛行機が飛び立っており、上空4267メートル（14,000フィート）からのスカイダイブを楽しむことができる。